# Смілянець Марина Сергіївна
Марина Сергіївна Смілянець (нар. 12 жовтня 1992, м. Київ) — українська драматургиня, сценаристка, театральна діячка, журналістка. Авторка понад 15 п'єс для дітей та дорослих, більшість з яких поставлені на сценах столичних театрів («Золоті ворота», «Актор», Театр на Лівому березі, Національний драматичний театр ім. Лесі Українки, ЦМ «Новий український театр», PostPlay), на сценах театрів України (в Запоріжжі, Коломиї, Миколаєві, Тернополі, Ужгороді, Чернівцях), та за кордоном (Бристоль, Мюнхен, Рига). Заступниця директора у Центрі мистецтв Новий український театр (з 2018-го).

## Життєпис
Народилася 12 жовтня 1992 року у місті Київ.
Закінчила середню загальну школу №224. Позашкільну освіту (7 класів) отримала у школі мистецтв №3 (акторське відділення). Серед зацікавленостей з підліткового віку були стрічки Мартіна Скорсезе, Вуді Аллена, Федеріко Фелліні, а першою побаченою виставою стала «Корсиканка» Київського театр драми і комедії на лівому березі Дніпра, після якої передивилася майже весь репертуар «лівобережців», у такий спосіб проходячи «загартування» якісним театром.
У період 2008—2012 роки навчалася у київському коледжі «Театру і кіно» за спеціальністю актриса драматичного театру (майстерня Віталія Кіно). З 2012 по 2018 роки навчалася за спеціальністю драматург кіно і телебачення на курсі Сергія Марченко у Київському національному університеті театру, кіно і телебачення ім. Івана Карпенка-Карого, де отримала ступінь бакалавра та магістра. Паралельно із навчанням в університеті, викладала акторську майстерність у дитячій школі мистецтв, з якої сама починала.
Вступила до Національної спілки театральних діячів України 2013-го.
З 2018 року — заступниця директора у Центрі мистецтв Новий український театр (Театр на Михайлівській).
Авторка публікацій про театр і кіно на сторінках часописів «Дзеркало тижня», «Yabl», «Театрально-концертний Київ».

## Творчість

### Перші кроки
Пораду щодо драматургічної діяльності отримала будучи студенткою IV курсe Київського коледжа «Театру і кіно». Не знайшовши підходящу сучасну п’єсу для завдання з постановки уривка, написала його самостійно, підписавши вигаданим прізвищем автора. Розкритися довелося після того, як майстер курсу Віталій Кіно зацікавився текстом й попросив до ознайомлення усю п’єсу.
Вже першу написану п'єсу «Країна серйозних» було відмічено Першою премією літературного конкурсу «Коронація слова» (2015), за постановку якої одразу взявся Віталій Кіно — прем'єра в Київському Театрі для дітей «Сонечко» відбулася у серпні 2016 року. Згодом й інші режисери Нового українського театру й інші режисери: Лариса Семирозуменко поставила виставу «Методи виховання малих засранців» за п’єсою «Собача будка», а Поліна Кіно обрала п’єсу, що стала відома глядачам під назвою «Кефір, зефір і кашемір». За словами художнього керівника театру, йому «подобаються ці історії. Вони дуже людяні, сучасні, зрозумілі, глибокі, з цікавим другим планом».
Історія про старшокласників — їх перше кохання та розчарування, про дружбу і плани на майбутнє — стала п'єсою «16+», читку якої зробила Євгенія Відіщева в рамках фестивалю «Тиждень актуальної п'єси» восени 2015-го, а вже за пів року режисерка випустила прем’єру на сцені PostPlay театру.
Виступила кураторкою-драматургинею соціального проєкту «Class Act» Наталки Ворожбит, задачою якої була допомога дітям-учасникам зі сходу та заходу України писати п'єси. Разом із Павлом Ар'є працювала над проєктом Стаса Жиркова «Отелло/Україна/Facebook» у Київському академічному театру «Золоті ворота». Реалізує як власні задуми («Люди Forbes», «Молитва за Елвіса», «Борщ. Рецепт виживання моєї прабабці»), так і низку спільних проєктів у співавторстві із Маттео Спіацці (вистава «Моменти» у Київському академічному театрі драми і комедії на лівому березі Дніпра, 2021), Людмилою Тимошенко (п'єса «Коти-біженці», 2022), Тамарою Труновою (проєкт «Говорить Софія», 2021; «De Facto», 2022). На замовлення директора-художнього керівника Київського академічного театру «Актор» Слави Жили написала жіночу відповідь вистави «Сім розгніваних джентльменів», створеної за п’єсою «Тестостерон». У результаті з'явилася п'єса «Естроген», яка вже 2021 року увійша до репертуару Київського академічного театру «Актор» та Тернопільського академічного обласного драматичного театру ім. Тараса Шевченка.

### Тематика творчості
У своїх п'єсах торкається гострих соціальних тем. Вивертає зворотній бік фахівців «фінансових пірамід» та семінарів «як стати мільйонером за тиждень» у тексті «Люди Forbes». В основі п'єси «Молитва за Елвіса» — світогляд двох братів, колишніх музикантів, один з яких три роки як у лавах нацгвардії, інший залишився у тилу.
Особлива увага — п'єси для дітей та підлітків. Зокрема створила серію п'єс-уроків, які допомагають юним глядачам краще зрозуміти правила хороших манер («Абетка гарних манер»), основи екологічної свідомості («Мій домашній дикий лис»), правила дорожнього руху («Канікули у великому місті»). Філософська казка «Країна серйозних» наслідує традиції дитячих антиутопій «Джельсоміно в Країні брехунів» Джанні Родарі, «Момо» Міхаеля Енде та інших, й за задумом авторки показує «…що не треба боятися мріяти, робити сміливі вчинки, завжди залишатися самим собою, а не бути сліпим виконавцем волі соціуму. У кожної людини повинен бути свій стержень, адже кожна особистість неповторна по-своєму».
Роботи Марини Смілянець відмічено професійними преміями. «Країна серйозних» перемогла в номінації «П'єса для дітей» міжнародного літературного конкурсу «Коронація слова 2015», із твором «Собача будка» стала лауреатом Першої премії цього конкурсу 2018-го року у номінації «П'єси». Нагороду в галузі театрального мистецтва «Київська пектораль» — «Спеціальна премія» за актуальну драматургію (п'єса «Позивний „Елвіс“») отримала 2022-го.

### Російське вторгнення в Україну
Під час російського вторгнення в Україну 2022 року опинилася у Німеччині, де продовжила драматургічну діяльність, яку пропускала крізь призму власного набутого досвіду. Зокрема з'явилася п'єса «Коти-біженці», у співавторстві із Людмилою Тимошенко — «кототерапії для дітей та дорослих» — чотири історії про українських котів, які внаслідок трагічних обставин були перевезені своїми господарями за багато кілометрів від зони комфорту. П'єса отримала широкий запит спершу у форматі читок (актори Віталіна Біблів, Анастасія Бабій, Інна Калаба, Андрій Поліщук виконують на сцені Київського театру «Золоті ворота», Христина Киселевайте-Метерчук, Віктор Марвін, Євгенія Гладій, Катерина Вишнева, Григорій Гладій та Римма Зюбіна — у Ризі, театральна майстерня «СТАНція» — в Берліні тощо), згодом — й у вигляді повноцінних постановок (протягом 2022 року з'явилися вистави у репертуарі Миколаївського академічного художнього драматичного театру у постановці Катерини Богданової, Закарпатського обласного театру ляльок «Бавка» у постановці Наталі Орєшнікової), один з фрагментів увійшов до вистави-колаж «Всупереч», яку текстово зібрала Юліта Ран з текстів, створених після 24 лютого, а на сцені Дніпровського академічного театру драми і комедії поставив головний режисер Антон Меженін. Версія Миколаївського театру стабільно користується підвищеним попитом та є важливю складовою арт-терапевтичної роботи закладу.
Національний академічний драматичний театр імені Лесі Українки в рамках проєкту «Ми з України. Сценічні читання», що передбачав лабораторну форму сценічної роботи з українською драматургією, звернувся у травні 2022 року до п'єси Марини Смілянець «Майстер», виставою її п'єсою «Майстри чудес» відновив свою роботу з моменту повномасштабного вторгнення Закарпатський академічний обласний український музично-драматичний театр імені братів Юрія-Августина та Євгена Шерегіїв. Постановку Михайла Фіщенка показали 11 березня 2022 року в рамках арт-терапії для дітей вимушених переселенців, яку проводили на малій сцені в Ужгороді, а в листопаді на сцені Мюнхенського камерного театру (Münchner Kammerspiele) вийшов спільний німецько-український проєкт «News from the past» («Вісті з минулого») у постановці Стаса Жиркова, який взяв за основу твір Павла Ар'є та Марини Смілянець, який «повертає глядача в 1931–1945 роки та розпочинає пошук спільної українсько-німецької історії. Голодомор, Розстріляне відродження, окупація, депортації, шлях до влади Гітлера, Бабин Яр…».
П'єси беруть до читок та перекладають європейськими мовами: «Коти-біженці» — англійською, німецькою («Katzen auf der Flucht»), «Молитва за Елвіса» — французькою («Prière pour Elvis»), «Собача будка» — латиською («Suņa māja»), «Борщ. Рецепт виживання моєї прабабці» — англійською, німецькою, італійською («Borsch. Ricetta di sopravvivenza della mia bisnonna») та болгарською тощо.

## Вистави за п'єсами Марини Смілянець
Перелік робіт наведено за каталогом порталу «Театральна риболовля»
- 2016
  - 10 березня — «16+»; реж. Євгенія Відіщева (PostPlay театр, м. Київ)[42]
  - 23 квітня — вистави для дітей «Абетка гарних манер»; реж. Поліна Кіно (Театр для дітей «Сонечко», м. Київ)[19]
  - 25 серпня — «Країна серйозних»; реж. Віталій Кіно (Театр для дітей «Сонечко», м. Київ)[19]
- 2017
  - 18 травня — «Кефір, зефір і кашемір» за п'єсою «Б'ютіфул лайф»; реж. Поліна Кіно (Театр на Михайлівській, м. Київ)[19]
  - 17 вересня — «Мій домашній дикий лис»; реж. Віталій Кіно (Театр для дітей «Сонечко», м. Київ)[43]
- 2018
  - 14 квітня — «Методи виховання малих засранців» за п'єсою «Як перетворитися на собаку»; реж. Лариса Семирозуменко (Театр на Михайлівській, м. Київ)[44]
  - 26 червня — «Привіт, Малий!» за п'єсою «Собача будка»; реж. Ірина Савченко (Народний аматорський театр «Вавилон», м. Київ)
- 2019
  - 19 січня — вистава для дітей «Майстри чудес»; реж. Віталій Кіно) (Театр для дітей «Сонечко», м. Київ)
  - 24 січня — «Отелло/Україна/Facebook»; реж. Стас Жирков (Київський академічний театр «Золоті ворота») (у співавторстві із Павлом Ар'є із використанням текстів Вільяма Шекспіра та Юрія Олеші, авторських історій акторів)[3][45]
  - 13 жовтня — вистава для дітей «Мріяти не забороняється» за п'єсою «Країна серйозних»; реж. Наталія Мостопалова-Гапчинська (Запорізький академічний обласний український музично-драматичний театр імені Володимира Магара[46]
  - 18 грудня — «Дон Жуан. Коктейль» фантазії на основі творів Дона Нігро, Мольєра, Олександра Пушкіна та Лесі Українки; реж. Максим Голенко (Київський академічний театр «Актор»)[2][3]
- 2020
  - 17 березня — «Естроген»; реж. В'ячеслав Жила (Київський академічний театр «Актор»)[3].
  - 21 травня — «Люди Forbes»; реж. Владислав Шевченко (Полтавський академічний обласний український музично-драматичний театр імені Миколи Гоголя) (онлайн вистава)[47]
  - 20 липня — «Канікули у великому місті»; реж. Віталій Кіно) (Театр для дітей «Сонечко», м. Київ)[10].
  - 25 жовтня — «Собача будка»; реж. Дмитро Мельничук (Коломийський академічний обласний український драматичний театр імені Івана Озаркевича)
  - 24 листопада — «Естроген»; реж. В'ячеслав Жила (Тернопільський академічний обласний драматичний театр ім. Т. Г. Шевченка)[48]
- 2021
  - 28 березня — «Привіт, Малий!» за п'єсою «Собача будка»; реж. Сергій Чверкалюк (Миколаївський національний академічний український театр драми і музичної комедії, мала сцена)
  - 25 червня — «Еклери на мільйон» за п'єсою «Люди Forbes»; реж. Віталій Кіно (Театр на Михайлівській, м. Київ)[15][1]
  - 26 червня — «Моменти/Momenti» Маттео Спіацці (драматургиня — Марина Смілянець); реж. Маттео Спіацці (Італія) (Київський академічний театр драми і комедії на лівому березі Дніпра)[40]
  - 27 серпня — аудіо-вистави «Говорить Софія»; реж. Тамара Трунова (Платформа «211 steps» на території Національного заповідника «Софія Київська») (у співавторстві із Тамарою Труновою)[14]
  - 31 серпня — «Говорить Софія: 2.0»; реж. Тамара Трунова (Фестиваль високого мистецтва Bouquet —2021)  (у співавторстві із Тамарою Труновою)
  - 11 вересня — «ІН-ШІ» Андри Каваліускайте (драматургиня — Марина Смілянець); реж. Андра Каваліускайте (Литва) (Київський академічний театр «Золоті ворота»)[14][49][50][51]
  - 17 грудня — «Майстри чудес»; реж. Михайло Фіщенко (Закарпатський академічний обласний український музично-драматичний театр імені братів Юрія-Августина та Євгена Шерегіїв)
- 2022
  - 14 травня — «Країна серйозних»; реж. Михайло Фіщенко (Закарпатський академічний обласний український музично-драматичний театр імені братів Юрія-Августина та Євгена Шерегіїв)[17]
  - 29 вересня — «Suņa māja» («Собачій дім») за п’єсою «Собача будка» (переклад на латиську — Мара Полякова); реж. Лариса Семирозуменко (Латвійський національний театр, м. Рига, Латвія)[35][52][34].
  - 15 жовтня — «Котячі історії» за п’єсою «Коти-біженці»; реж. Катерини Богданової (Миколаївський академічний художній драматичний театр) (у співавторстві із Людмилою Тимошенко)[53][54][55]
  - 30 жовтня — «Коти-біженці»; реж. Наталія Орєшнікова (Закарпатський обласний театр ляльок «Бавка») (у співавторстві із Людмилою Тимошенко)
  - 12 листопада — «Молитва за Елвіса»; реж. Іван Шморгунов (Народний драматичний театр ім. Григорія Агеєва, м. Чернівці)[56].
  - 17 листопада — «І News from the past» Фелісітаса Фрідріха (драматургія), Павла Ар'є та Марини Смілянець (текстове співавторство); реж. Стас Жирков (Kammerspiele München, м. Мюнхен, Німеччина)[34]
  - 25 листопада — «Б’ютіфуллайф» за п’єсою «Б’ютіфул лайф»; реж. Олег Симоненко (Театр на Чайній, м. Одеса)[57]
  - 7 грудня — «Romeo and Julia»; реж. Тетяна Губрій (Akademietheater Ulm, м. Ульм, Німеччина)
- 2023
  - 7 січня — «Молитва за Елвіса»; реж. Дмитро Морозов (Національний академічний драматичний театр імені Лесі Українки, м. Київ)[40]
  - 22 січня — «Позивний “Елвіс”» за п'єсою «Молитва за Елвіса»; реж. Олена Щурська (Мистецько-концертний центр ім. Івана Козловського Київського національного академічного театру оперети, м. Київ)[16][40]
  - 17 лютого — «Крихітка Цахес» за ідеєю казки-повісті Ернста Теодора Амадея Гофмана; реж. Ганна Турло) (Київський академічний театр «Золоті ворота») ((у співавторстві із Ганною Турло)[58]
  - 30 березня — «Майстер»; реж. Дмитро Морозов (Національний академічний драматичний театр імені Лесі Українки, м. Київ) (до того — читка п'єси у травні 2022[59])[24]
  - 6 травня — «City X — Fragmente eines Krieges»; реж. Gernot Grünewald (Schauspiel Stuttgart) (у співавторстві із Людмилою Тимошенко)[60]
  - 13 травня — «Коти-біженці»; реж. Олена Ткачук (Рівненський академічний обласний театр ляльок) (у співавторстві із Людмилою Тимошенко)
  - 27 червня — «Борщ. Мій рецепт виживання»; реж. Артем Вусик (Хмельницький обласний український музично-драматичний театр імені Михайла Старицького, експериментальна сцена «Антракт»)[61]
  - 15 липня — «Коти-біженці»; реж. Сергій Дібров (Театр для дітей «Сонечко», м. Київ) (у співавторстві із Людмилою Тимошенко)[62]

## Участь у фестивалях
- 2015 — Тиждень актуальної п'єси — читка п'єси «16+»
- 2016 —  VI Конкурс п'єс «Драма.UA» — шорт-лист з п'єсами «Люди Forbes» та «Б'ютіфул Лайф»
- 2017 — «Тиждень актуальної п'єси» — читка п'єси «Як перетворитися на собаку» (згодом п'єса допрацьована та змінена на «Собача будка»)
- 2021 — «Тиждень актуальної п'єси» — читка п'єси «Молитва за Елвіса»
- 2022 — «Тиждень актуальної п'єси» — читка п'єси «Борщ. Рецепт виживання моєї прабабці»
- 2023 — Марафон сучасної драми від НСТДУ — читка п'єси «Борщ. Рецепт виживання моєї прабабці»

## Нагороди та визнання
- 2015 — Міжнародний літературний конкурс «Коронація слова» — І премія у номінації «П’єси для дітей» («Країна серйозних»)[63]
- 2018 — Міжнародний літературний конкурс «Коронація слова» — І премія у номінації «П'єси» («Собача будка»)[64]
- 2022 — Премія в галузі театрального мистецтва «Київська пектораль» — «Спеціальна премія» за актуальну драматургію (п'єса «Позивний „Елвіс“»)[65][66]